# Арканиа, Георги Тариелович
Георги Тариелович Арканиа (16 апреля 1993) — российский и грузинский футболист, полузащитник.

## Карьера
Воспитанник петербургского футбола. Начинал карьеру в молодёжном составе петербургского «Зенита». В течение двух сезонов выступал во втором российском дивизионе за клубы «Псков-747», «Питер» и «Таганрог».
В 2015 году Арканиа перебрался играть в Эстонию. В августе этого года он подписал контракт с клубом Премиум лиги «Нарва-Транс». Дебютировал 16 апреля в игре первенства против «Калева» Силламяэ. Тогда же начал выступать за йыхвиский «Локомотив». В игре против таллинского клуба «Легион» забил за «Локомотив» с пенальти.
С 2016 году выступает в Грузии, играл за клубы «Колхети» (Хоби), «Шукура» и «Гурия».